# 武川行秀
 武川 行秀（1952年10月22日—），日本著名的音乐家、作家。担任「后醍醐」乐團(Godiego)的主唱與几乎全部的歌曲创作。为大量著名歌手及影视剧提供歌曲。NHK电视台音乐总监。帝京大学客座教授。

## 简历
曾外祖父是著名小提琴品牌铃木创建者铃木政吉，外叔父是小提琴家鈴木鎮一，祖父是东京高等法院大法官，父亲是著名音乐评论家武川宽海。
生於埼玉県浦和市。埼玉県立浦和高等学校、东京外国语大学毕业。5岁开始学习小提琴，10岁开始作曲。
1975年、以全英文歌词，创作专辑《PASSING PICTURES》出道。1976年組成后醍醐乐團(godiego)担任作曲和主唱。以独特旋律创作了大量如《银河铁道999》，以及《monkey magic》、《Gandhara》（1978年《日视版西游记》电视剧片頭與片尾曲）等名曲。1985年解散后醍醐乐團，为中森明菜、酒井法子、松田圣子、光GENJI等艺人作曲，并担任音乐制作。
1990年代开始、除身为作曲家、音乐制作人之外，还从事演讲、电视节目主持、评论家、作家等活动。并为大量的广告以及电影和动畫提供作曲或演唱。
育有1男5女，1999年获得「全日本最佳父亲」，2001年出版书籍《给有女儿的父亲们》。并与三女武川基和四女武川爱组成「T's COMPANY」、近年不时以「タケカワユキヒデ & T's COMPANY」名義舉办演唱会，並擔任NHK音乐总监。
1999年，开始重组后醍醐乐團。2012年，就任帝京大学教育系客座教授。
兴趣广泛，酷爱漫画。在山梨県的别墅有专门的漫画书库。常年订阅并收藏『週刊少年Sunday』『週刊少年Magazine』『週刊少年Jump』『週刊少年Champion』『周刊少年King』、『Big Comic Spirits』『Morning』『Big Comic』『Big Comic Original』等漫画杂志。
30年以上的漫画雑誌收集、已经超越读者而具备漫画评论家的造诣。甚至受邀撰写过『乌龙派出所』的解说文。
是日本动漫与漫画家协会理事长，同时是手塚治虫文化賞的评审委员，与很多漫画家私交甚笃。